# 한격만
한격만(韓格晩, 1899년 7월 5일~1985년 1월 15일)은 대한민국의 제4대 검찰총장이다. 1952년 3월 14일 ~ 1955년 9월 29일까지 대한민국 제4대 검찰총장을 지냈다. 1985년 1월 15일 종로구 청운동 자택에서 노환으로 별세하였다.

## 가족 관계
- 아버지 : 한석연(韓碩淵, 1871년 ~ 1941년)
- 어머니 : 양성 이씨(陽城 李氏, 1873년 ~ ?)
- 장남 : 한의환(韓義煥)
- 차남 : 한방걸(韓邦杰)
- 삼남 : 한수걸(韓秀杰)
- 사남 : 한양걸(韓良杰)
- 장녀 : 한연환(韓蓮煥)
- 차녀 : 한순환(韓順煥)
- 삼녀 : 한귀환(韓貴煥)
- 사녀 : 한혜환(韓惠煥)

## 역임 직위
| 전임 서상환 | 제4대 검찰총장 1952년 3월 14일~1955년 9월 29일 | 후임 민복기 |